# Bikal, Baranya
Bikal este un sat în districtul Komló, județul Baranya, Ungaria, având o populație de 785 de locuitori (2011). 

## Demografie
Componența etnică a satului Bikal
     Maghiari (86,77%)
     Germani (13,23%)
Componența confesională a satului Bikal
     Fără religie (13,63%)
     Luterani (11,85%)
     Reformați (2,68%)
     Atei (1,4%)
     Necunoscută (70,45%)
     Alte religii (1,15%)
Conform recensământului din 2011, satul Bikal avea 785 de locuitori. Din punct de vedere etnic, majoritatea locuitorilor (86,77%) erau maghiari, cu o minoritate de germani (13,23%). Nu există o religie majoritară, locuitorii fiind persoane fără religie (13,63%), luterani (11,85%), reformați (2,68%) și atei (1,4%). Pentru 70,45% din locuitori nu este cunoscută apartenența confesională.